# Петоранело дел Молизе
Петоранѐло дел Молѝзе (на италиански: Pettoranello del Molise) е село и община в Централна Италия, провинция Изерния, регион Молизе. Разположено е на 737 m надморска височина. Населението на общината е 481 души (към 2010 г.).